# Baryancistrus
Baryancistrus (лат.) — род лучепёрых рыб из семейства кольчужных сомов, обитающий в Южной Америке. Научное название происходит от греч. barys — «тяжёлый», греч. agkistron — «крюк».

## Описание
Общая длина представителей этого рода колеблется от 8,1 до 22,4 см. Внешностью похожи на представителей рода Hemiancistrus. Голова умеренно большая, морда немного вытянута. По бокам присутствуют большие одонтоды (кожаные зубчики). Глаза среднего размера. Рот большой, особенно хорошо развита верхняя челюсть. Зубы довольно крупные, их количество составляет 30-32. Туловище коренастое или массивное, изредка стройное. Брюхо полностью покрыто костными пластинками. Спинной плавник широкий, растянутый, высоко поднят. Жировой плавник небольшой. Присутствует мембрана, соединяющая спинной и жировой плавники. Этим отличается от других сомов своего подсемейства. Грудные плавники широкие. Анальный плавник очень низкий, удлинённый. Хвостовой плавник достаточно широкий.
Окраска колеблется от светло-жёлтого до светло-коричневого цвета. Как правило, по телу разбросаны светлые (обычно жёлтые и белые) пятнышки или крапинки, каждый вид имеет свой размер этих пятен.

## Образ жизни
Встречаются на сильном течении прозрачных или немного мутноватых рек. Предпочитают держаться дна, состоящего из гранитных валунов и камней из той же породы. Довольно пугливые рыбки, занимают пещеры под жильё. Активны преимущественно ночью. Питаются перифитоном, детритом, микрофауной, которую собирают на камнях и скалах, а также падалью.

## Распространение
Распространены в бассейнах рек Ориноко, Токантинс, Тапажос, Шингу и Тромбетас в пределах Бразилии и Венесуэлы.

## Классификация
На апрель 2018 года род включает 6 видов:
- Baryancistrus beggini Lujan, Arce & Armbruster, 2009
- Baryancistrus chrysolomus Rapp Py-Daniel, Zuanon & Ribeiro de Oliveira, 2011
- Baryancistrus demantoides Werneke, Sabaj Pérez, Lujan & Armbruster, 2005
- Baryancistrus longipinnis (Kindle, 1895)
- Baryancistrus niveatus (Castelnau, 1855)
- Baryancistrus xanthellus Rapp Py-Daniel, Zuanon & Ribeiro de Oliveira, 2011